# Краснощёкая портниха
Краснощёкая портниха (лат. Orthotomus sepium) — вид птиц рода портних (Orthotomus) из семейства цистиколовых (Cisticolidae). Выделяют два подвида. Эндемик Индонезии.

## Описание
Краснощёкая портниха достигает длины 12 см и массы около 7,0 г. У взрослых самцов лоб, передняя часть и боковые части головы, включая уздечку, подбородок, скуловую область и кроющие перья ушей, рыжеватые. Верхняя часть тела и крыльев зеленовато-серая, хвост тускло-оливково-серый с тёмной нижней полосой и узким беловатым кончиком. Горло и грудь зеленовато-серые, нижняя часть груди, бока тела и нижние кроющие перья хвоста бледно-лимонно-жёлтые. Радужная оболочка красноватая. Клюв относительно длинный и слегка загнут к кончику; надклювье тёмно-коричневое, подклювье розовато-рогового цвета. Ноги бледно-розоватые. Взрослые самки похожи на самцов, но у них подбородок и центр горла белого цвета, грудь и верхняя часть тела тусклого оливково-серого цвета, низ брюха бледно-жёлтый. Молодые особи полностью тёмно-оливкового цвета сверху, без рыжеватого налета на голове, а нижняя часть тела беловатая с тёмно-оливковым оттенком.
Песня представляет собой серию отрывистых нот «chu-chu-chu…» или «turr-turr-tsee-weet—tsee-weet», ритмично повторяющихся в течение длительного времени. Также часто слышатся гнусавые звуки или громкие трели «tree-yip».

## Биология
Краснощёкая портниха ведёт оседлый образ жизни. Обитает во внутренних лесах островов; предпочитает вторичные леса и лесные опушки, бамбуковые заросли и заросшие кустарником окраины сельскохозяйственных угодий, садов и т.п. Встречается от уровня моря до высоты 1875 м над уровнем моря. Питается мелкими беспозвоночными, преимущественно насекомыми и их личинками. Добывает пищу в подлеске и в кронах деревьев, как парами, так и семейными группами. Биология размножения не описана, но, предположительно, не отличается от таковой у O. ruficeps.

## Подвиды и распространение
Выделяют два подвида:
- Orthotomus sepium sepium Horsfield, 1821 — острова Ява, Мадура, Бали и Ломбок
- Orthotomus sepium sundaicus Hoogerwerf, 1962 — остров Панайтан